# Anthaxia inornata
Anthaxia inornata es una especie de escarabajo del género Anthaxia, familia Buprestidae. Fue descrita por Randall en 1838. Mide 4-8 mm. Se encuentra en Canadá y el norte de Estados Unidos.